# Rothenburger Turm
| \| \|                                                                             |
| Der Rothenburger Turm. Der Verlauf der Braunschweiger Landwehr ist blau markiert. |
| Rothenburger Turm · Karte Braunschweigs mit dem Verlauf der Landwehr.             |

Der Rothenburger Turm war einer von sieben Wehrtürmen der Braunschweiger Landwehr, der mittelalterlichen, äußeren Befestigung der Stadt Braunschweig. Er befand sich südwestlich der damaligen  Stadtgrenzen, im heutigen Stadtbezirk Weststadt, nördlich des Stadtteils Broitzem.

## Geschichte

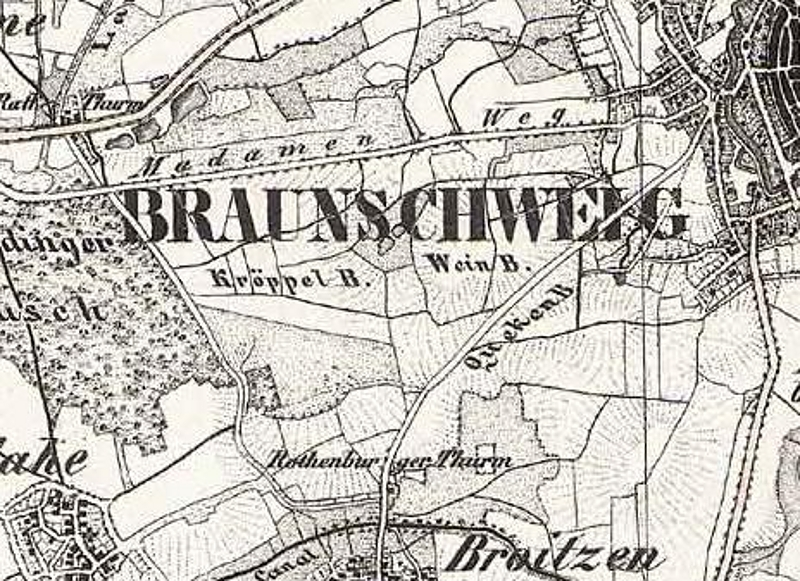
Das Gebiet zwischen Rothenburger Turm und Braunschweiger Innenstadt um 1840

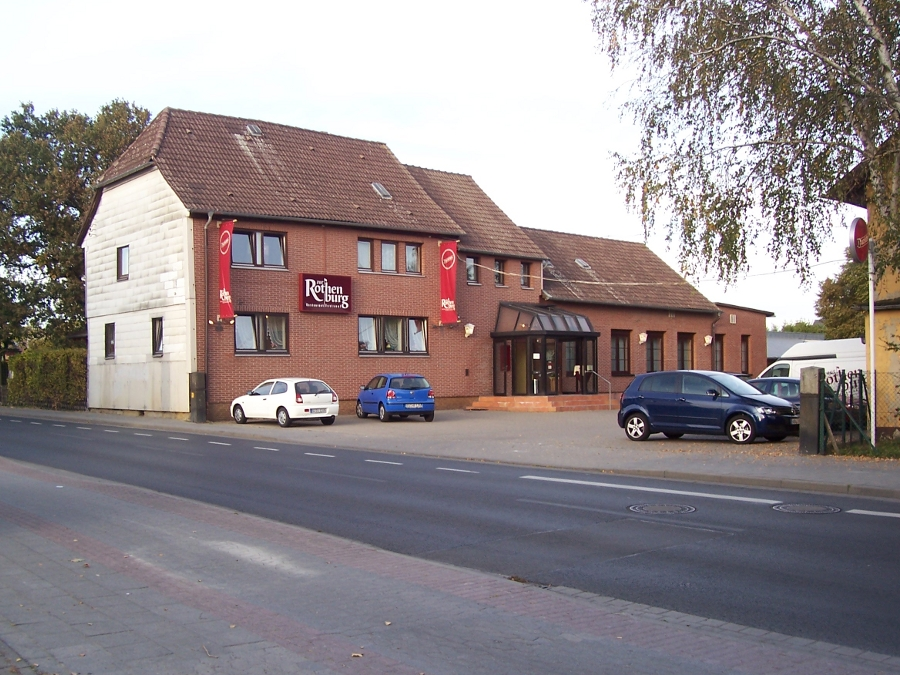
Der Gasthof „Zur Rothenburg“ im Jahr 2011

Nachdem der Rat der Stadt im Jahr 1376 beschlossen hatte, mit der Landwehr einen äußeren Verteidigungswall im Braunschweiger Umland zu errichten, weit vor den eigentlichen Stadtbefestigungsanlagen, wurde um 1381 oder um 1385 ein Bergfried erbaut. Der Turm lag etwa fünf Kilometer südwestlich vor den Toren der Stadt.
Während der häufigen Auseinandersetzungen zwischen der Stadt Braunschweig und den Herzögen des Fürstentums Braunschweig-Wolfenbüttel, wurde der Bergfried mehrmals von herzoglichen Truppen zerstört: 1492 durch Heinrich den Älteren (1463–1514) und im Jahr 1550 durch Heinrich den Jüngeren (1489–1568).
Als im September 1604, während eines heftigen innerstädtischen Konflikts, der Braunschweiger Bürgerhauptmann Henning Brabandt (um 1550–1604) aus der Stadt floh, wurde er von seinen Gegnern am Rothenburger Turm gefasst und wenige Tage später, am 17. September 1604, nach grausamer Folter auf dem Hagenmarkt hingerichtet.
Ende des 18. Jahrhunderts verlor die Landwehr ihre militärische Bedeutung. Die Wehrtürme, auch die Rothenburg, wurden geschleift. Die Nebengebäude gingen in Privateigentum über und dienten als Gasthaus. Im Jahr 1780 wurde die Rothenburg erstmals als Wirtshaus urkundlich erwähnt  und im 19. Jahrhundert konnte der Wirt von den Reisenden Chausseegeld erheben, eine Art Maut.
Noch Mitte des 20. Jahrhunderts lag das Wirtshaus Rothenburg auf fast gänzlich unbebautem Gelände, zwischen der Braunschweiger Innenstadt und der bis 1974 selbstständigen Gemeinde Broitzem. Durch den Bau der Weststadt, seit den 1960er Jahren, ist das Gelände heute vollständig in das bebaute Stadtgebiet Braunschweigs integriert. Die Rothenburg wird noch heute als Gasthof genutzt.